# Élections régionales de 2021 à Tanger-Tétouan-Al Hoceïma

Carte de la future région.

Les élections régionales à Tanger-Tétouan-Al Hoceïma se déroulent le 8 septembre 2021.

## Résultats

### Global
|                          | Rassemblement national des indépendants (RNI) | 190 566   | 27,19 | 18 | 9  |  |  |  |
|                          | Parti authenticité et modernité (PAM)         | 134 212   | 19,15 | 14 | 1  |  |  |  |
|                          | Parti de l'Istiqlal (PI)                      | 128 847   | 18,39 | 13 | 8  |  |  |  |
|                          | Union socialiste des forces populaires (USFP) | 72 238    | 10,31 | 8  | 7  |  |  |  |
|                          | Union constitutionnelle (UC)                  | 71 162    | 10,16 | 7  | 2  |  |  |  |
|                          | Parti de la justice et du développement (PJD) | 26 652    | 3,80  | 1  | 21 |  |  |  |
|                          | Parti du progrès et du socialisme (PPS)       | 17 200    | 2,45  | 1  | 5  |  |  |  |
|                          | Mouvement populaire (MP)                      | 35 793    | 5,11  | 1  | 3  |  |  |  |
|                          |                                               |           |       |    |    |  |  |  |
| Total                    | Total                                         | 700 744   | 100   |    |    |  |  |  |
| Abstentions              | Abstentions                                   | 627 681   | 47,25 |    |    |  |  |  |
| Inscrits / Participation | Inscrits / Participation                      | 1 328 425 | 52,75 |    |    |  |  |  |

### Par préfecture et province

Partis en tête dans les différentes provinces

#### Chefchaouen
| Parti                    | Parti                                                       | Suffrage | Suffrage | Sièges | Sièges |
| Parti                    | Parti                                                       | #        | %        | #      | %      |
| ------------------------ | ----------------------------------------------------------- | -------- | -------- | ------ | ------ |
|                          | Rassemblement national des indépendants (RNI)               | 36 435   | 29,31    | 2      | 12,50  |
|                          | Union socialiste des forces populaires (USFP)               | 21 411   | 17,22    | 2      | 25,00  |
|                          | Parti authenticité et modernité (PAM)                       | 21 182   | 17,04    | 2      | 25,00  |
|                          | Parti de l'Istiqlal (PI)                                    | 18 899   | 15,20    | 1      | 12,50  |
|                          | Union constitutionnelle (UC)                                | 10 116   | 8,14     | 1      | 12,50  |
|                          | Mouvement populaire (MP)                                    | 10 028   | 8,07     |        |        |
|                          | Parti du progrès et du socialisme (PPS)                     | 2 613    | 2,10     |        |        |
|                          | Parti de l'équité (PRE)                                     | 1 092    | 0,88     |        |        |
|                          | Parti de la justice et du développement (PJD)               | 1 087    | 0,87     |        |        |
|                          | Parti des Néo-Démocrates (PND)                              | 1 012    | 0,81     |        |        |
|                          | Parti de l'environnement et du développement durable (PEDD) | 441      | 0,35     |        |        |
|                          |                                                             |          |          |        |        |
| Total                    | Total                                                       | 124 316  | 100,00   |        |        |
| Abstentions              | Abstentions                                                 | 70 049   | 36,04    |        |        |
| Inscrits / Participation | Inscrits / Participation                                    | 194 365  | 63,96    |        |        |

#### Fahs-Anjra
| Parti                    | Parti                                         | Suffrage | Suffrage | Sièges | Sièges |
| Parti                    | Parti                                         | #        | %        | #      | %      |
| ------------------------ | --------------------------------------------- | -------- | -------- | ------ | ------ |
|                          | Rassemblement national des indépendants (RNI) | 15 350   | 51,20    | 3      | 60,00  |
|                          | Parti de l'Istiqlal (PI)                      | 10 464   | 34,90    | 2      | 40,00  |
|                          | Parti de la justice et du développement (PJD) | 2 375    | 7,92     |        |        |
|                          | Parti du progrès et du socialisme (PPS)       | 1 301    | 4,34     |        |        |
|                          | Parti authenticité et modernité (PAM)         | 335      | 1,12     |        |        |
|                          | Alliance de la fédération de gauche (AGD)     | 154      | 0,51     |        |        |
|                          |                                               |          |          |        |        |
| Total                    | Total                                         | 29 979   | 100,00   |        |        |
| Abstentions              | Abstentions                                   | 12 763   | 29,86    |        |        |
| Inscrits / Participation | Inscrits / Participation                      | 42 742   | 70,14    |        |        |

#### Larache
| Parti                    | Parti                                                       | Suffrage | Suffrage | Sièges | Sièges |
| Parti                    | Parti                                                       | #        | %        | #      | %      |
| ------------------------ | ----------------------------------------------------------- | -------- | -------- | ------ | ------ |
|                          | Rassemblement national des indépendants (RNI)               | 34 603   | 31,87    | 3      | 37,50  |
|                          | Parti de l'Istiqlal (PI)                                    | 24 563   | 22,63    | 2      | 25,00  |
|                          | Union constitutionnelle (UC)                                | 18 552   | 17,09    | 2      | 25,00  |
|                          | Parti authenticité et modernité (PAM)                       | 14 591   | 13,44    | 1      | 12,50  |
|                          | Union socialiste des forces populaires (USFP)               | 4 797    | 4,42     |        |        |
|                          | Parti de la justice et du développement (PJD)               | 4 042    | 3,72     |        |        |
|                          | Mouvement populaire (MP)                                    | 2 523    | 2,32     |        |        |
|                          | Parti de l'environnement et du développement durable (PEDD) | 763      | 0,70     |        |        |
|                          | Mouvement démocratique et social (MDS)                      | 601      | 0,55     |        |        |
|                          | Parti du progrès et du socialisme (PPS)                     | 598      | 0,55     |        |        |
|                          | Front des forces démocratiques (FFD)                        | 553      | 0,51     |        |        |
|                          | Parti vert marocain (PVM)                                   | 517      | 0,48     |        |        |
|                          | Parti marocain libéral (PML)                                | 513      | 0,47     |        |        |
|                          | Parti de l'unité et de la démocratie (PUD)                  | 498      | 0,46     |        |        |
|                          | Parti des Néo-Démocrates (PND)                              | 286      | 0,26     |        |        |
|                          | Parti de la renaissance et de la vertu (PRV)                | 257      | 0,24     |        |        |
|                          | Parti de la société démocratique (PSD)                      | 203      | 0,19     |        |        |
|                          | Sans étiquette                                              | 104      | 0,10     |        |        |
|                          |                                                             |          |          |        |        |
| Total                    | Total                                                       | 108 564  | 100,00   |        |        |
| Abstentions              | Abstentions                                                 | 96 467   | 47,05    |        |        |
| Inscrits / Participation | Inscrits / Participation                                    | 205 031  | 52,95    |        |        |

#### Ouezzane
| Parti                    | Parti                                                       | Suffrage | Suffrage | Sièges | Sièges |
| Parti                    | Parti                                                       | #        | %        | #      | %      |
| ------------------------ | ----------------------------------------------------------- | -------- | -------- | ------ | ------ |
|                          | Rassemblement national des indépendants (RNI)               | 31 637   | 32,29    | 2      | 33,33  |
|                          | Parti authenticité et modernité (PAM)                       | 28 059   | 28,64    | 2      | 33,33  |
|                          | Parti de l'Istiqlal (PI)                                    | 17 592   | 17,95    | 1      | 16,67  |
|                          | Union socialiste des forces populaires (USFP)               | 12 605   | 12,87    | 1      | 16,67  |
|                          | Parti de la justice et du développement (PJD)               | 5 737    | 5,86     |        |        |
|                          | Mouvement populaire (MP)                                    | 1 244    | 1,27     |        |        |
|                          | Parti du progrès et du socialisme (PPS)                     | 681      | 0,70     |        |        |
|                          | Parti de l'environnement et du développement durable (PEDD) | 241      | 0,25     |        |        |
|                          | Parti de la réforme et du développement (PRD)               | 183      | 0,19     |        |        |
|                          |                                                             |          |          |        |        |
| Total                    | Total                                                       | 97 979   | 100,00   |        |        |
| Abstentions              | Abstentions                                                 | 49 380   | 33,51    |        |        |
| Inscrits / Participation | Inscrits / Participation                                    | 147 359  | 66,49    |        |        |

#### Tétouan
| Parti                    | Parti                                                       | Suffrage | Suffrage | Sièges | Sièges |
| Parti                    | Parti                                                       | #        | %        | #      | %      |
| ------------------------ | ----------------------------------------------------------- | -------- | -------- | ------ | ------ |
|                          | Rassemblement national des indépendants (RNI)               | 27 497   | 31,92    | 3      | 33,33  |
|                          | Parti authenticité et modernité (PAM)                       | 26 128   | 30,33    | 3      | 33,33  |
|                          | Parti de l'Istiqlal (PI)                                    | 10 826   | 12,57    | 2      | 22,22  |
|                          | Union constitutionnelle (UC)                                | 5 633    | 6,54     | 1      | 11,11  |
|                          | Union socialiste des forces populaires (USFP)               | 4 982    | 5,78     |        |        |
|                          | Mouvement populaire (MP)                                    | 2 961    | 3,44     |        |        |
|                          | Parti de la justice et du développement (PJD)               | 2 812    | 3,26     |        |        |
|                          | Parti du progrès et du socialisme (PPS)                     | 2 573    | 2,99     |        |        |
|                          | Parti socialiste unifié (PSU)                               | 1 022    | 1,19     |        |        |
|                          | Alliance de la fédération de gauche (AGD)                   | 833      | 0,97     |        |        |
|                          | Parti marocain libéral (PML)                                | 512      | 0,59     |        |        |
|                          | Parti de l'équité (PRE)                                     | 202      | 0,23     |        |        |
|                          | Parti de l'environnement et du développement durable (PEDD) | 163      | 0,19     |        |        |
|                          |                                                             |          |          |        |        |
| Total                    | Total                                                       | 86 144   | 100,00   |        |        |
| Abstentions              | Abstentions                                                 | 153 411  | 64,04    |        |        |
| Inscrits / Participation | Inscrits / Participation                                    | 239 555  | 35,96    |        |        |

#### M'diq-Fnideq
| Parti                    | Parti                                                       | Suffrage | Suffrage | Sièges | Sièges |
| Parti                    | Parti                                                       | #        | %        | #      | %      |
| ------------------------ | ----------------------------------------------------------- | -------- | -------- | ------ | ------ |
|                          | Parti authenticité et modernité (PAM)                       | 9 001    | 26,46    | 2      | 33,33  |
|                          | Union socialiste des forces populaires (USFP)               | 4 537    | 13,34    | 2      | 33,33  |
|                          | Rassemblement national des indépendants (RNI)               | 4 196    | 12,34    | 1      | 16,67  |
|                          | Parti du progrès et du socialisme (PPS)                     | 3 055    | 8,98     | 1      | 16,67  |
|                          | Union constitutionnelle (UC)                                | 2 945    | 8,66     |        |        |
|                          | Parti de l'Istiqlal (PI)                                    | 2 259    | 6,64     |        |        |
|                          | Mouvement populaire (MP)                                    | 2 179    | 6,41     |        |        |
|                          | Parti de la justice et du développement (PJD)               | 1 504    | 4,42     |        |        |
|                          | Front des forces démocratiques (FFD)                        | 1 147    | 3,37     |        |        |
|                          | Parti de l'environnement et du développement durable (PEDD) | 1 127    | 3,31     |        |        |
|                          | Alliance de la fédération de gauche (AGD)                   | 1 057    | 3,11     |        |        |
|                          | Parti socialiste unifié (PSU)                               | 530      | 1,56     |        |        |
|                          | Mouvement démocratique et social (MDS)                      | 265      | 0,78     |        |        |
|                          | Parti marocain libéral (PML)                                | 213      | 0,63     |        |        |
|                          |                                                             |          |          |        |        |
| Total                    | Total                                                       | 34 015   | 100,00   |        |        |
| Abstentions              | Abstentions                                                 | 49 396   | 59,22    |        |        |
| Inscrits / Participation | Inscrits / Participation                                    | 83 411   | 40,78    |        |        |

#### Tanger-Asilah
| Parti                    | Parti                                         | Suffrage | Suffrage | Sièges | Sièges |
| Parti                    | Parti                                         | #        | %        | #      | %      |
| ------------------------ | --------------------------------------------- | -------- | -------- | ------ | ------ |
|                          | Union constitutionnelle (UC)                  | 23 399   | 20,47    | 3      | 23,08  |
|                          | Parti de l'Istiqlal (PI)                      | 20 518   | 17,95    | 3      | 23,08  |
|                          | Parti authenticité et modernité (PAM)         | 20 497   | 17,93    | 2      | 15,38  |
|                          | Rassemblement national des indépendants (RNI) | 19 561   | 17,11    | 2      | 15,38  |
|                          | Union socialiste des forces populaires (USFP) | 11 543   | 10,10    | 2      | 15,38  |
|                          | Parti de la justice et du développement (PJD) | 8 129    | 7,11     | 1      | 7,69   |
|                          | Mouvement populaire (MP)                      | 2 747    | 2,40     |        |        |
|                          | Parti du progrès et du socialisme (PPS)       | 2 255    | 1,97     |        |        |
|                          | Parti socialiste unifié (PSU)                 | 1 350    | 1,18     |        |        |
|                          | Parti des Néo-Démocrates (PND)                | 1 276    | 1,12     |        |        |
|                          | Parti du centre social (PCS)                  | 945      | 0,83     |        |        |
|                          | Parti vert marocain (PVM)                     | 810      | 0,71     |        |        |
|                          | Parti de l'Espoir (PE)                        | 688      | 0,60     |        |        |
|                          | Alliance de la fédération de gauche (AGD)     | 612      | 0,54     |        |        |
|                          |                                               |          |          |        |        |
| Total                    | Total                                         | 114 330  | 100,00   |        |        |
| Abstentions              | Abstentions                                   | 232 125  | 67,00    |        |        |
| Inscrits / Participation | Inscrits / Participation                      | 346 455  | 33,00    |        |        |

#### Al Hoceima
| Parti                    | Parti                                         | Suffrage | Suffrage | Sièges | Sièges |
| Parti                    | Parti                                         | #        | %        | #      | %      |
| ------------------------ | --------------------------------------------- | -------- | -------- | ------ | ------ |
|                          | Parti de l'Istiqlal (PI)                      | 23 726   | 22,51    | 2      | 25,00  |
|                          | Rassemblement national des indépendants (RNI) | 21 287   | 20,19    | 2      | 25,00  |
|                          | Parti authenticité et modernité (PAM)         | 14 419   | 13,68    | 2      | 25,00  |
|                          | Mouvement populaire (MP)                      | 14 111   | 13,39    | 1      | 12,50  |
|                          | Union socialiste des forces populaires (USFP) | 12 363   | 11,73    | 1      | 12,50  |
|                          | Union constitutionnelle (UC)                  | 10 517   | 9,98     |        |        |
|                          | Parti du progrès et du socialisme (PPS)       | 4 124    | 3,91     |        |        |
|                          | Front des forces démocratiques (FFD)          | 1 204    | 1,14     |        |        |
|                          | Parti de l'unité et de la démocratie (PUD)    | 1 025    | 0,97     |        |        |
|                          | Parti de la justice et du développement (PJD) | 966      | 0,92     |        |        |
|                          | Parti socialiste unifié (PSU)                 | 592      | 0,56     |        |        |
|                          | Parti vert marocain (PVM)                     | 551      | 0,52     |        |        |
|                          | Parti des néo-démocrates (PND)                | 323      | 0,31     |        |        |
|                          | Parti marocain libéral (PML)                  | 207      | 0,20     |        |        |
|                          |                                               |          |          |        |        |
| Total                    | Total                                         | 105 417  | 100,00   |        |        |
| Abstentions              | Abstentions                                   | 94 426   | 47,25    |        |        |
| Inscrits / Participation | Inscrits / Participation                      | 199 843  | 52,75    |        |        |

### Répartition des sièges
| Parti | Parti | Ouezzane | Tanger-Asilah | Chefchaouen | Tétouan | M'diq-Fnideq | Fahs-Anjra | Larache | Al Hoceima | Total |
| ----- | ----- | -------- | ------------- | ----------- | ------- | ------------ | ---------- | ------- | ---------- | ----- |
|       | RNI   | 2        | 2             | 2           | 3       | 1            | 3          | 3       | 2          | 18    |
|       | PAM   | 2        | 2             | 2           | 3       | 2            |            | 1       | 2          | 14    |
|       | PI    | 1        | 3             | 1           | 2       |              | 2          | 2       | 2          | 13    |
|       | USFP  | 1        | 2             | 2           |         | 2            |            |         | 1          | 8     |
|       | UC    |          | 3             | 1           | 1       |              |            | 2       |            | 7     |
|       | PJD   |          | 1             |             |         |              |            |         |            | 1     |
|       | PPS   |          |               |             |         | 1            |            |         |            | 1     |
|       | MP    |          |               |             |         |              |            |         | 1          | 1     |